# Автомобіліст (хокейний клуб)
Хокейний клуб «Автомобіліст» — хокейний клуб з м. Єкатеринбург, Росія. Заснований у 2006 році. Виступає у чемпіонаті Континентальної хокейної ліги.

## Історія
Клуб заснований в 2006 році та названий на честь іншого відомого клубу «Автомобіліст», що свого часу виступав у чемпіонаті СРСР.
«Автомобіліст» виступав у чемпіонаті Росії (Вища ліга), займаючи 2-е та 1-е місце в перших двох сезонах.
У 2008 клуб входить до новоствореної КХЛ, але через фінансові проблеми старт відклали на один рік — до 2009, в якому клуб з Уралу замінив «Хімік» (Воскресенськ).
У 2015 брав участь у Кубку Шпенглера, програв у піфіналі швейцарському «Лугано» 0:3.

## Структура клубу
До структури клубу входять також фарм-клуб: Супутник (Нижній Тагіл) (ВХЛ), а також клуб молодіжної хокейної ліги «Авто», який виступає в Урало-Сибірському дивізіоні Східної конференції.

## Рекорди клубу
- Найдовша серія перемог — 7 перемог (сезон 2013/2014).
- Найбільша кількість перемог в одному сезоні — 29 перемог (сезон 2013/2014).
- Найбільша кількість очок в одному сезоні — 86 очок (сезон 2013/2014).
- Найбільша суха серія без пропущених шайб — 215 хвилин (сезон 2013/2014).

## Результати в КХЛ
І — кількість матчів, В — перемоги в основний час, ВО — перемоги в овертаймі, ВБ — перемоги по булітах, ПО — поразки в овертаймі, ПБ — поразки по булітах, П — поразки в основний час, О — кількість очок, Ш — співвідношення забитих та пропущених шайб, РС — місце клубу за підсумками регулярного сезону
| Сезон     | І   | В   | ВО | ВБ | ПБ | ПО | П   | О   | Ш         | РС | Плей-оф                                                                                           |
| --------- | --- | --- | -- | -- | -- | -- | --- | --- | --------- | -- | ------------------------------------------------------------------------------------------------- |
| 2009–2010 | 56  | 14  | 2  | 6  | 2  | 4  | 28  | 64  | 127-159   | 19 | Програли в 1/8 фіналу: 1-3 (Салават Юлаєв)                                                        |
| 2010–2011 | 54  | 10  | 6  | 4  | 2  | 1  | 31  | 53  | 134-184   | 20 | В плей-оф не грали                                                                                |
| 2011–2012 | 54  | 9   | 3  | 4  | 5  | 3  | 30  | 49  | 108-193   | 22 | В плей-оф не грали                                                                                |
| 2012–2013 | 52  | 7   | 0  | 1  | 7  | 5  | 32  | 35  | 104-180   | 26 | В плей-оф не грали                                                                                |
| 2013—2014 | 54  | 22  | 0  | 7  | 5  | 1  | 19  | 86  | 134-125   | 14 | Програли в 1/4 фіналу конференції: 0-4 (Барис)                                                    |
| 2014—2015 | 60  | 21  | 2  | 3  | 6  | 2  | 26  | 81  | 134-147   | 18 | Програли в 1/4 фіналу конференції: 1-4 (Ак Барс)                                                  |
| 2015—2016 | 60  | 21  | 4  | 5  | 7  | 4  | 19  | 92  | 145-158   | 14 | Програли в 1/4 фіналу конференції: 2-4 (Металург Мг)                                              |
| 2016—2017 | 60  | 19  | 1  | 5  | 5  | 5  | 25  | 79  | 139-165   | 21 | В плей-оф не грали                                                                                |
| 2017—2018 | 56  | 25  | 2  | 4  | 4  | 4  | 17  | 95  | 165-137   | 9  | Програли в 1/4 фіналу конференції: 2-4 (Металург Мг)                                              |
| 2018—2019 | 62  | 39  | 6  | 2  | 0  | 1  | 14  | 95  | 191-125   | 3  | Виграли в 1/4 фіналу конференції: 4-0 (Трактор), програли в 1/2 фіналу конференції Салават Юлаєву |
| Разом     | 506 | 148 | 20 | 39 | 43 | 24 | 227 | 634 | 1381-1573 |    |                                                                                                   |